# 魏德友
魏德友（1940年11月—），男，汉族，山东沂水人，中国巡边工作者，曾任新疆生产建设兵团第九师一六一团护边员。2021年6月29日，获颁七一勋章。